# Balloon (lettertype)
Balloon (Nederlands: Lasso) is een brush script lettertype ontworpen in 1939 door de letterontwerper Max R. Kaufmann voor de lettergieterij American Type Founders.
Het lettertype is gemaakt om te concurreren met "Cartoon" van Howard Allen Trafton (gieterij Bauer). Het is gedigitaliseerd door Bitstream.

## Eigenschappen
De letters lijken met een dikke stift met de hand te zijn geschreven, staan schuin, maar het type wordt toch niet italic of cursief genoemd. De aansluitingen bij de stammen van de letters B, D, P, R en T zijn nog een beetje open, net als de ronde letters O, Q en het cijfer 8. De dwarsstrepen van de A, E, F, H steken aan de linkerkant duidelijk door de stammen. Balloon heeft geen onderkast (kleine letters). De lettertypefamilie bestaat uit Light, Bold en Extra Bold. De twee lichtere lettersets zijn qua vorm gelijk aan lettertype Kaufmann, zodat deze gebruikt kunnen worden als alternatieve kapitalen.

## Toepassing
Het lettertype leent zich goed voor display teksten op uithangborden et cetera.
- Het logo van tv-zender Nickelodeon tussen 1984 en 2009